# Annual Review of Biophysics
Annual Review of Biophysics — американский научный журнал, печатающий обзорные статьи по различным проблемам биофизики. Основан в 1972 году.
По данным Journal Citation Reports (Thomson Reuters) в 2011 году импакт-фактор журнала составил 13.574, это высший показатель в мире среди всех 74 журналов в своей тематической категории «Biophysics».

## История
Журнал был основан в 1972 году и первоначально выходил под названием Annual Review of Biophysics and Bioengineering. Первым редактором-основателем журнала был академик Мануэль Моралес, президент американского биофизического общества (Biophysical Society).
В 2013 году вышел 42-й том.
- 1992-2007 — Annual Review of Biophysics and Biomolecular Structure (ISSN 1056-8700)
- 1985-1991 — Annual Review of Biophysics and Biophysical Chemistry (ISSN 0084-6589)
- 1972-1984 — Annual Review of Biophysics and Bioengineering (ISSN 0084-6589)

## ISSN
- ISSN: 1936-122X
- OCLC: 85449594
- ISBN 978-0-8243-1838-3 (2008)